# Soldats inconnus : Frères d'armes
Pour les articles homonymes, voir Soldat inconnu.
Soldats inconnus : Frères d'armes (en anglais, Valiant Hearts: Coming Home) est un jeu vidéo d'aventure et de réflexion développé par Ubisoft Montpellier et édité par Ubisoft.
Sorti en janvier 2023 sur iOS et Android, pour Netflix Games,, le jeu sort également par la suite sur Nintendo Switch, Microsoft Windows, PlayStation 4, PlayStation 5, Xbox One et Xbox Series en mars 2024.
Il s'agit de la suite directe de Soldats inconnus : Mémoires de la Grande Guerre ; le moteur graphique utilisé sur ce jeu est l'UbiArt Framework, auquel Ubisoft a déjà recouru sur l'épisode précédent.

## Histoire
« Soldats inconnus » est un jeu de stratégie décliné en trois chapitres chacun constitué d’épisodes, retraçant la guerre de 14/18. Le jeu est inspiré d’histoires vraies issues du 369e régiment.
On y suit la vie de 5 personnages : Anna une infirmière belge, Jammes et Freddie deux frères américains combattants dans les tranchées, Georges un pilote anglais et Ernest un allemand capitaine de navires.

## Accueil
- Pocket Gamer : 4,5/5[5]
- GameSpot : 7/10[6]